# Gacilly
La Gacilly é uma comuna francesa na região administrativa da Bretanha, no departamento Morbihan. Estende-se por uma área de 16,43 km². Em 2010 a comuna tinha 4 059 habitantes (densidade: 247 hab./km²).
Em 1 de janeiro de 2017 foram incorporados os territórios das antigas comunas de La Chapelle-Gaceline e Glénac.